# 薄叶兔儿风
薄叶兔儿风（学名：Ainsliaea mattfeldiana）为菊科兔儿风属的植物，为中国的特有植物。分布于中国大陆的四川等地，生长于海拔3,000米至3,500米的地区，多生于山坡混交林中，目前尚未由人工引种栽培。